# 沃昂普雷
沃昂普雷（法語：Vaux-en-Pré，法語發音：[vo ɑ̃ pʁe]）是法国索恩-卢瓦尔省的一个市镇，属于索恩河畔沙隆区。

## 地理
沃昂普雷（46°37'37"N, 4°35'54"E）面积4.39 平方千米，位于法国勃艮第-弗朗什-孔泰大區索恩-卢瓦尔省，该省份为法国中部省份，北起顺时针与科多尔省、汝拉省、安省、罗讷省、卢瓦尔省、阿列省和涅夫勒省接壤。
与沃昂普雷接壤的市镇（或旧市镇、城区）包括：热努伊、比尔南、吉河畔圣克莱芒、圣马丹迪塔特尔、圣莫里斯德尚。

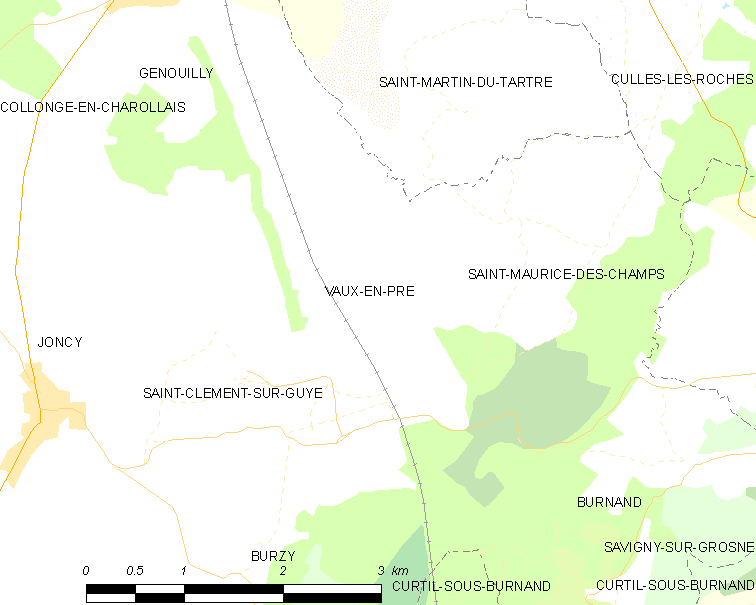
沃昂普雷的OSM定位图

沃昂普雷的时区为UTC+01:00、UTC+02:00（夏令时）。

## 行政
沃昂普雷的邮政编码为71460，INSEE市镇编码为71563。

## 政治
沃昂普雷所属的省级选区为克吕尼县。

## 人口

1962-2008年间沃昂普雷人口变化图示

沃昂普雷于2022年1月1日时的人口数量为77人。